# 姶良カルデラ

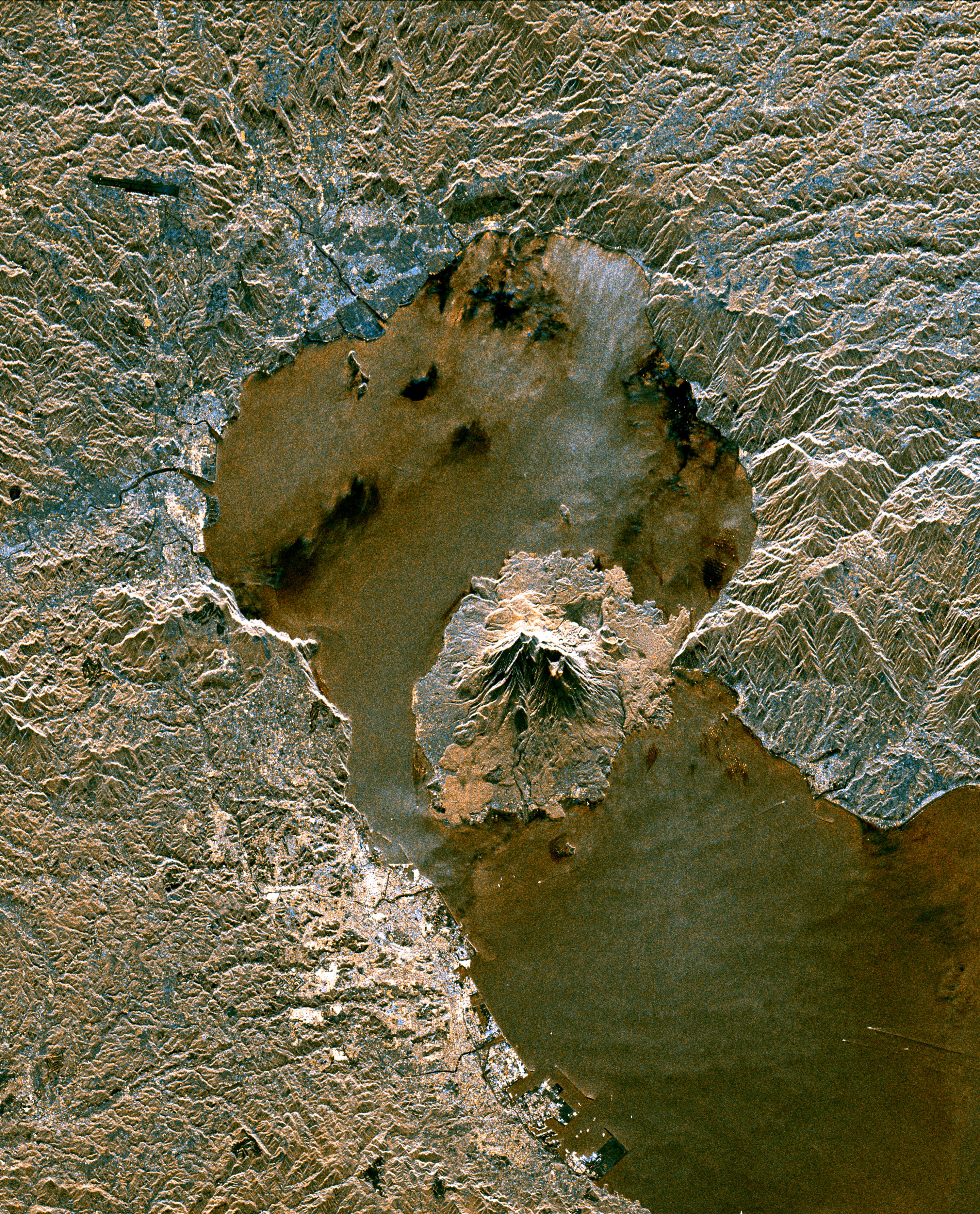
鹿児島湾北部の衛星写真

姶良カルデラ（あいらカルデラ）は、鹿児島湾北部（湾奥）において直径約20kmの窪地を構成しているカルデラである。南九州のカルデラ群の一つで、加久藤カルデラと阿多カルデラの間に位置する。現在のカルデラを形成した姶良火砕噴火は、約3万年前と推定されている。桜島火山のマグマ供給源とされる。

## 概要

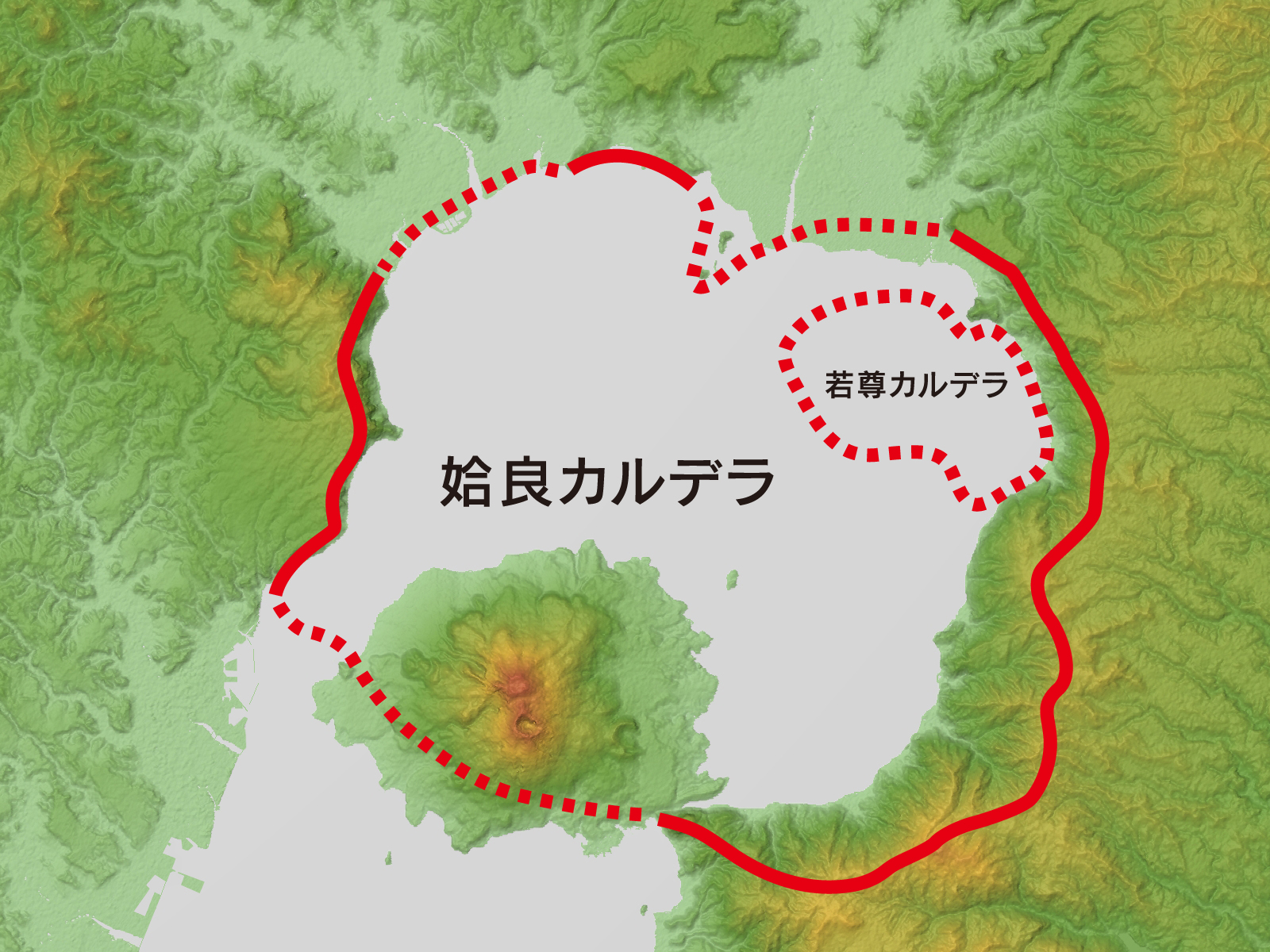
姶良カルデラの範囲と地形図

鹿児島湾と桜島を囲む巨大カルデラである。カルデラの中心は新島（燃島）付近。
1940年代に松本唯一が提唱したが、現在では単一のカルデラではなく、大崎カルデラ（北西部）、若尊カルデラ（北東部）、浮津崎カルデラ（南東部）など複数のカルデラが複合したものと考えられている。全体が一度に形成されたものではなく、150万年前から活動があり、少なくとも北側の一部分は80万年以上前から存在している形跡がある。入戸火砕流と姶良Tn火山灰などを噴出した約3万年前の姶良大噴火でおおむね現在の形になり、約2.6万年前に後カルデラ火山の桜島火山が誕生した。また、淡水性生物化石が出土していることから、形成当初は淡水で満たされていたが、約1万年前の最終氷期以降の海面上昇とカルデラ南壁の崩壊により海水化したと考えられている。
現在もカルデラ内部にも噴気活動が観察される若尊などの海底火山や隼人三島（神造島）などの火山島が形成されている。
地下100kmのプレート境界で作られたマグマが上昇し、カルデラ中央部地下10kmにマグマだまりを形成している。
九州南部に広く分布するシラス層の起源を説明するため1930年代に姶良火山と呼ばれる大きな火山の存在が仮定されたが、その後の調査結果等から現在ではそのような仮定は必要ないとされている。ただし、姶良大噴火以前においてカルデラ北東部に淡水湖が存在していた形跡があり、何らかの隆起地形が存在していたとの説もある。
カルデラに隣接して鹿児島市や霧島市などの市街地が形成されている。カルデラ壁は鹿児島市竜ヶ水地区や垂水市牛根地区で急斜面となっており、大雨によってしばしばの土砂災害が発生している。

## 姶良火砕噴火
長岡ら(2001)によれば約2.9万年前、Smith et al.(2013)によれば約3万年前、大噴火が発生した。一連の噴火は総称して姶良火砕噴火と呼ばれる。
はじめに、現在の桜島付近で大規模なプリニー式噴火が発生し、軽石（大隅降下軽石）や火山灰が風下の大隅半島付近に降り積もった。この噴火では噴煙柱が複数回にわたって部分的に崩壊し、火砕流（垂水火砕流）が発生した。このプリニー式噴火に引き続いて現在の若尊付近を噴出源として妻屋火砕流が発生した。この火砕流堆積物と大隅降下軽石堆積物の上部と指交関係にあり、この二つの堆積物は時間間隙を置かない連続的な噴火と考えられる。妻屋火砕流は火山豆石を多量に含み、また堆積物は全て非溶結であることから、マグマ水蒸気噴火によって生じたと考えられる。
垂水火砕流堆積物や妻屋火砕流堆積物の上面にしばしば見られる軽微な侵食構造が見られる。これについては、入戸火砕流の噴出までにわずかな時間間隙（数ヶ月以内）があったとの説と、この侵食は入戸火砕流による侵食であり時間間隙は示さないとする説がある。
最後にカルデラ北東部の若尊付近から大量の流紋岩質マグマが火砕流（軽石流）として一度に噴出した。素材となったマグマは温度が770-780℃、圧力が1600-1900気圧であったと推定されている。この火砕流は入戸火砕流と呼ばれ、地表を走り九州南部に広がった。この火砕流堆積物は最大層厚は180mに及び、シラス台地を形成した。火砕流から巻き上げられた火砕物 (co-ignimbrite ash)は姶良Tn火山灰と呼ばれ、偏西風に流されて北東へ広がり、日本列島各地に降り積もった。関東地方で10cmの厚さの降灰があったとされる。現在の霧島市牧之原付近を中心とした地域の入戸火砕流堆積物最下部には、亀割坂角礫と呼ばれる岩塊が堆積しており、最大層厚は30m、中には直径2mの巨礫も含まれている。これは、噴火と同時にカルデラの陥没によって基盤岩が粉砕されて空中に放出され周辺に落下したものと考えられる。
噴出物の総量は見かけ体積で、大隅降下軽石が98km3・垂水火砕流が1-20km3・妻屋火砕流が13.3km3、入戸火砕流が500-600km3・姶良丹沢テフラが300km3推定されており、火山爆発指数は7から8となる。

## 主な噴出物
姶良カルデラ周辺には、加久藤火砕流堆積物（0.34Ma）以前の1～0.5Ma頃の火砕流堆積物として、鹿児島市周辺の久木田・伊敷・花野・蒲ヶ原・磯・吉野、カルデラ北縁における国分層群の鍋倉・小浜・小田・吉田寺などが知られている。これらの火砕流堆積物の噴出源は判明していないが、国分層群の鍋倉、小浜、小田では水中火砕流の噴出に伴い、大規模な陥没が発生した可能性が指摘されている。その後0.5～0.1Maは活動が低調な期間が続き、0.1Ma以降再び活動が活発になった。
| 年代        | 噴出物                           | 噴出量 (DRE km3) | 主な岩石           | 噴火様式                                                                                  | 噴出源                     |
| ----------- | -------------------------------- | ---------------- | ------------------ | ----------------------------------------------------------------------------------------- | -------------------------- |
| 99ka        | 日本山降下スコリア               | 0.01             | 玄武岩質安山岩     | 降下スコリア                                                                              | 蒲生付近?                  |
| 90.5ka      | 金剛寺火砕サージ                 | 0.04             | デイサイト         | マグマ水蒸気噴火: 火砕サージ                                                              | 国分中央付近               |
| 90.5ka      | 福山降下軽石                     | 24               | 安山岩～流紋岩     | 降下軽石                                                                                  | 若尊付近                   |
| 80ka        | 青敷溶岩                         |                  | 玄武岩             | ストロンボリ式噴火: スコリア丘、溶岩流                                                    | 青敷                       |
| 61ka        | 敷根安山岩                       | 1.3              | 安山岩             | 溶岩流                                                                                    | 国分敷根付近               |
| 60ka        | 岩戸テフラ                       | 14.72            | 流紋岩             | ウルトラプリニー式噴火：降下軽石、火砕流、火砕サージ（一部溶結）                          | 若尊付近                   |
| 36ka        | 清水流紋岩                       | 0.02             | 流紋岩             | 溶岩流                                                                                    | 隼人町小浜付近             |
| 33ka        | 牛根流紋岩                       |                  | 流紋岩             | 溶岩流                                                                                    | 桜島付近                   |
| 33.4ka      | 大塚降下軽石                     | 0.54             | 流紋岩             | プリニー式噴火：降下軽石                                                                  | 若尊付近                   |
| 31.8ka      | 深港テフラ                       | 4.5              | 流紋岩             | プリニー式噴火：降下軽石（深港）→火砕流（荒崎）                                           | 桜島付近                   |
| 31.1ka      | 毛梨野テフラ                     | 0.24             | 流紋岩             | マグマ水蒸気噴火: 降下火砕物、火砕サージ                                                  | 国分重久付近               |
| 30ka        | 大隅降下軽石                     | 60               | 流紋岩             | ウルトラプリニー式噴火：降下軽石、火砕流（垂水）                                          | 桜島付近                   |
| 30ka        | 妻屋火砕流                       | 2.88             | 流紋岩             | 火砕流                                                                                    | 若尊付近                   |
| 30ka        | 入戸火砕流                       | 225              | 流紋岩             | 火砕流(一部溶結) (妻屋火砕流収束から数ヶ月以内に噴出)                                     | 若尊付近                   |
| 30ka        | 姶良-丹沢テフラ                  | 120              | 流紋岩             | 降下火山灰（co-ignimbrite ash）                                                           | 若尊付近                   |
| 4.67～30ka  | 古期北岳山体                     | 34.73(合計)      | 安山岩             | 溶岩流                                                                                    | 桜島北岳（古期）           |
| 26ka        | P17(桜島-高崎6テフラ)            | 0.66             |                    | プリニー式噴火：降下火砕物                                                                | 桜島北岳（古期）           |
| 25ka        | P16(桜島-高崎5テフラ)            | 0.18             |                    | プリニー式噴火：降下火砕物                                                                | 桜島北岳（古期）           |
| 24ka        | P15(桜島-高崎4テフラ)            | 0.12             |                    | プリニー式噴火：降下火砕物                                                                | 桜島北岳（古期）           |
| 19.1ka      | 高野ベースサージ                 | 不明             |                    | ベースサージ(姶良カルデラ噴出物に類似)                                                    | 若尊                       |
| 16ka        | 新島火砕流                       | 不明             | 流紋岩             | 火砕流(姶良カルデラ噴出物に類似)                                                          | 若尊                       |
| 12.8ka      | P14(桜島-薩摩テフラ)             | 6.6              |                    | プリニー式噴火：降下火砕物、ベースサージ（VEI 6）                                         | 桜島北岳（新期）           |
| 10.6ka      | P13(桜島-高崎3テフラ)            | 0.78             |                    | プリニー式噴火：降下火砕物                                                                | 桜島北岳（新期）           |
| 9ka         | P12(桜島-上場テフラ)             | 0.08             | デイサイト         | プリニー式噴火：降下火砕物 側火口溶岩(権現山溶岩 P12と同時期に噴火)                       | 桜島北岳（新期）           |
| 8.2ka       | 姶良-住吉池スコリア              | 0.03(合計)       | 玄武岩             | マグマ水蒸気噴火：降下スコリア                                                            | 住吉池                     |
| 8.1ka       | 姶良-米丸テフラ                  | 0.03(合計)       | 玄武岩             | マグマ水蒸気噴火：降下火砕物                                                              | 米丸                       |
| 8ka         | P11(桜島-末吉テフラ)             | 1                |                    | プリニー式噴火：降下火砕物（VEI 5）                                                       | 桜島北岳（新期）           |
| 7.7ka       | P10                              | 0.06             |                    | プリニー式噴火：降下火砕物                                                                | 桜島北岳（新期）           |
| 7.5ka       | P9                               | 0.06             |                    | プリニー式噴火：降下火砕物                                                                | 桜島北岳（新期）           |
| 6.5ka       | P8                               | 0.06             |                    | プリニー式噴火：降下火砕物                                                                | 桜島北岳（新期）           |
| 5ka         | P7(桜島-高崎2テフラ)             | 0.7              |                    | プリニー式噴火：降下火砕物（VEI 4）                                                       | 桜島北岳（新期）           |
| 4.84ka      | P6                               | 0.06             |                    | プリニー式噴火：降下火砕物                                                                | 桜島北岳（新期）           |
| 4.67ka      | P5                               | 0.26             | デイサイト         | プリニー式噴火：降下火砕物、火砕流（武、溶結）（VEI 4）                                   | 桜島北岳（新期）           |
| 0～4.5ka    | 桜島-南岳火山砂 南岳主成層火山体 | 3(合計)          | 安山岩             | ブルカノ式噴火：降下火砕物 溶岩流、火砕岩                                                 | 桜島南岳                   |
| 4ka         | 宮元溶岩                         | 0.39             | 安山岩             | 溶岩流                                                                                    | 桜島南岳                   |
| 3ka         | 観音寺溶岩                       | 0.3              | 安山岩             | 溶岩流                                                                                    | 桜島南岳                   |
| 1-3ka       | 有村溶岩                         | (3に包含?)       | 安山岩             | 溶岩流                                                                                    | 桜島南岳                   |
| 1-3ka       | 黒神川溶岩                       | (3に包含?)       | 安山岩             | 溶岩流                                                                                    | 桜島南岳                   |
| AD764～766  | P4(天平宝字噴火)                 | 0.27             | 安山岩～デイサイト | プリニー式噴火：降下火砕物、マグマ水蒸気爆発（蝦ノ塚火砕丘、鍋山火砕丘）→溶岩流（長崎鼻） | 桜島東側山麓（元海域含む） |
| AD950頃     | 太平溶岩                         | 0.1              | デイサイト         | 溶岩流                                                                                    | 桜島山頂(引ノ平)           |
| AD1200頃    | 中岳溶岩, 火砕岩 桜島-中岳火山砂 | (3に包含?)       | デイサイト         | 溶岩流、降下火砕物 ブルカノ式噴火：降下火砕物                                             | 桜島中岳                   |
| AD1471-1476 | P3(文明噴火)                     | 0.77             | デイサイト         | プリニー式噴火：降下火砕物→溶岩流（VEI 4）                                                | 桜島北東山麓及び南西山麓   |
| AD1779-1782 | P2(安永噴火)                     | 1.86             | デイサイト         | プリニー式噴火：降下火山灰、降下軽石(溶結)→溶岩流（VEI 4）                                | 桜島南側山麓及び北東山麓   |
| AD1914-1915 | P1(大正噴火)                     | 1.58             | 安山岩～デイサイト | プリニー式噴火：降下火山灰、降下軽石(溶結)→溶岩流（VEI 4）                                | 桜島西側山麓及び東側山麓   |
| AD1946      | 昭和噴火                         | 0.096            | 安山岩             | ブルカノ式噴火：降下火砕物，溶岩流（VEI 2）                                               | 昭和火口                   |

引用元：

## 将来の噴火可能性と観測
原子力規制委員会が、カルデラ海底の常時観測の準備に着手している。原子力発電所の事故を防ぐための基準づくりのため、破局噴火を起こす可能性があるカルデラの知見を集積することが目的である。